# Všetaty (zámek)
Všetaty jsou zámek ve stejnojmenné vesnici jihovýchodně od Rakovníka ve Středočeském kraji. Předchůdcem zámku byla tvrz založená na začátku patnáctého století, která bývala vrchnostenským sídlem malého panství, jehož majiteli byli příslušníci drobné šlechty. Zámek je se sýpkou, stodolu a s pozemky areálu chráněn jako kulturní památka.

## Historie
Všetaty manskou vsí křivoklátského panství a od čtrnáctého století byly rozděleny na dvě části. Jednu z nich od roku 1398 vlastnil Jan Hněvek z Chlumu, který ve vsi založil tvrz. Jeho nástupcem se stal Petr Vrš mladší z Modřejovic, který roku 1420 přikoupil čtyři všetatské dvory, čímž oba díly vsi spojil do jednoho statku. Jeho synové Jan a Petr v letech 1450–1452 prodali vesnici s tvrzí a dvorem Janu z Doupova a Výrova. Jan z Doupova zastával funkci úředníka probošta vyšehradské kapituly a poté až do smrti zastával úřad místokomorníka. Král Jiří z Poděbrad mu roku 1468 potvrdil manství a s ním právo těžby dřeva v lesích okolo Bukové. Roku 1473, krátce před smrtí, věnoval důchod ze Všetat Kateřině z Větřní, která byla manželkou jeho syna Jana.
Jan z Doupova roku 1474 Všetaty prodal Janovi ze Strojetic. O dva roky později vesnici koupil Václav z Hůrky, který statek rozšířil o tehdy už pustou ves Protivný. V roce 1489 obě vesnice prodal Jindřichu Penížkovi ze Slatiny a jeho manželce Anně z Prachatic. Od nich statek rozšířený o ves Chlum roku 1507 koupil Jan Všetatský ze Všebořic. Všetatským pánem byl ještě roku 1532, ale poté statek převzal syn Jindřich ze Všebořic, který Všetaty roku 1548 prodal bratrům Janovi a Jiřímu Šmohařům z Rochova. V roce 1555 s nimi uzavřel kupní smlouvu na Všetaty Jiří Zvěst z Ejstebna, ale protože dlouho nezaplatil kupní cenu, správu statku převzal až v roce 1559. Dalším držitelem vsi se stal Albrecht Kuneš z Lukovec, který vesnici koupil roku 1571.
Od Albrechta statek dne 5. dubna 1582 koupil Václav Chotek z Chotkova. Při stěhování zjistil, že na tvrzi stále žije Markéta ze Sulevic, manželka Albrechta Kuneše. Václav Chotek ji požádal, aby statek opustila, a poukázal na to, že její manžel žije nákladným stylem života v Praze. Markéta odejít odmítla, takže Václav Chotek přikázal rychtáři, aby ji na svátek svatého Ducha vystěhoval.
Roku 1597 Všetaty koupilo město Rakovník, přičemž si Václav Chotek vymínil, že může ve tvrzi bydlet až do svatého Ducha. V roce 1607 nebo 1608 všetatské panství koupil za 9 500 kop míšeňských grošů Jaroslav Bohuslav Újezdecký z Červeného Újezda v Lužné. Panství tehdy tvořila ves Všetaty s tvrzí, poplužním dvorem a pivovarem, dva mlýny, ves Chlum, pustá vesnice Loučka a dvůr v Pustovětech. Za účast na stavovském povstání v letech 1618–1620 byl Jaroslav Bohuslav Újezdecký odsouzen ke konfiskaci veškerého majetku, ale roku 1621 zemřel a vdova si majetek vyprosila zpět. Její syn Jan Václav se poté správy panství ujal až roku 1641.
Během třicetileté války byla vesnice i s tvrzí vypálena. Roku 1652 statek koupila Alena Lidmila Renšpergárová z Bubna, která je připojila ke Skřivani. Okolo roku 1670 panství zdědil její syn Pavel. Jejich rodu Všetaty patřily do roku 1722, kdy byl zadlužený statek soudně prodán.
Další majitelé se rychle střídali a v roce 1755 Všetaty koupila Marie Anna z Fürstenbergu a začlenila je do křivoklátského panství, u něhož vesnice zůstala až do zrušení patrimoniální správy. V blíže neznámé době před rokem 1800 byl na místě tvrze postaven barokní zámek. Ve druhé polovině dvacátého století sloužil dvůr se zámkem potřebám jednotného zemědělského družstva, a ztratil tak ráz vrchnostenského sídla. Řada budov byla utilitárně adaptována a v důsledku zanedbávané údržby se dostala do dezolátního stavu.

## Stavební podoba
Hospodářský dvůr se nachází na návrší západně od středu vesnice. Budova zámku stojí v jihovýchodním nároží areálu. U jeho západní strany se dochovala stodola a špýchar. Podle popisu z roku 1804 měl zámek dvě patra a střechu krytou šindelem. V přízemí bývaly byty úředníků a v patře se nacházely čtyři světnice, sál a kaple.